# Kedi – Von Katzen und Menschen
Kedi – Von Katzen und Menschen (Originaltitel: Kedi) ist ein 2016 erschienener türkischer Dokumentarfilm von Regisseurin Ceyda Torun über Straßenkatzen in Istanbul.

## Inhalt
In Istanbul leben seit vielen Jahrhunderten Tausende Katzen auf der Straße. Kedi schildert das Leben von sieben dieser Katzen (Sarı, Bengü, Psikopat, Deniz, Aslan Parçası, Duman und Gamsız) und beobachtet und interviewt Menschen, die sich um die Streuner kümmern. Dabei entwickelt der Film ein Porträt der Stadt und ihrer Bewohner.

## Produktion
Die Kameraleute bauten eine spezielle Kamerakonstruktion, mit der sie die Katzen in Bodennähe filmen konnten. Um die Katzen überallhin begleiten zu können, mussten weitreichende Vereinbarungen getroffen werden, um auch Privatgrundstücke betreten zu können.
Die Regisseurin und ihre Crew wählten ursprünglich 35 Katzen aus, auf die sich der Film konzentrieren sollte. Man filmte dann 19 und wählte schließlich im Schneideraum sieben Katzen aus.
Produziert wurde der Film von Termite Films, der gemeinsamen Filmproduktionsfirma von Regisseurin Ceyda Torun und Kameramann Charlie Wuppermann.

## Veröffentlichung
Der Film wurde beim !f Istanbul Independent Film Festival am 21. Februar 2016 uraufgeführt, bevor er dann am 10. Februar 2017 in den US-amerikanischen Kinos anlief. Am 10. Mai 2017 wurde der Film bei YouTube Red veröffentlicht. Am 10. August 2017 startete der Film in Deutschland. Am 14. November 2017 erschien die DVD. Der Film spielte mehr als 4 Mio. US-Dollar ein und wurde vom TIME-Magazin in seine Liste der zehn besten Filme des Jahres 2017 aufgenommen.

## Rezeption
Der Film erhielt überwiegend wohlwollende Kritiken. Dirk Giesemann besprach den Film für Die Zeit und meinte: „Der türkische Dokumentarfilm Kedi – Von Katzen und Menschen senkt die Arbeitsmoral: Er weckt den Wunsch, selbst am Bosporus vor einem Café in der Sonne zu liegen.“ Für Michael Meyns mutet der Film in der taz „bisweilen wie ein impressionistisches Porträt der Katzen Istanbuls“ an. Der Tagesspiegel lobt den „genießerischen Flow des Films“. Die britische Tierschützerin Hilary Sable bemängelte in der FAZ allerdings, dass der Film ein schönes Postkartenmotiv zeige und dabei „die hässlichen Umstände“ verleugne, „unter denen die Tiere hier zu leiden haben“.

## Auszeichnungen
Bei den Critics’ Choice Documentary Awards 2017 wurden die Katzen als Most Compelling Living Subject of a Documentary ausgezeichnet. Außerdem erhielt Torun den Preis für das beste Erstlingswerk. Nominiert war Kedi auch als bester und als innovativster Dokumentarfilm. Torun war außerdem als beste Regisseurin nominiert.